# Abbaye de Frassinoro
L’abbaye de Frassinoro était l'un des nombreux monastères bénédictins liés à la souveraineté des "terra della Badia", Mathilde de Toscane, située à Frassinoro dans les Appennins modénois, du côté limitrophe avec le terriroire de Reggio d'Emilie.

## Histoire
On suppose que la première église remonte à l'époque italo-byzantine du VIIe au Xe siècle. Au début du VIIIe siècle, il y avait une petite chapelle sous l'autorité de la paroisse de Rubbiano ; cette première église existait déjà au temps de Siegfied Ier de Canossa, en 930 environ, et s'élevait sur l'ancienne via Bibulca, qui traversait le col de San Pellegrino pour ensuite arriver à Lucques, en suivant la route des pèlerinages pour l'adoration du "Volto Santo".
Entre 1007 et 1052, un hospice pour voyageurs est annexé à l'église, qui sera mise sous l'autorité du monastère de Polirone, dans le mantouan.
En 1072, Béatrice de Bar et sa fille Mathilde de Toscane fondent l'abbaye bénédictine, la dotant des reliques de saint Claude martyr, puis donnant la structure, en 1077, au Saint-Siège. Par la suite, l'abbaye ne dépend plus que du pape, et obtient la juridiction temporelle sur quelques zones alentour, appelées justement "Terre della Badia". Le pape Pascal II annexe Frassinoro à La Chaise-Dieu en France en 1107, probablement pour que les Français règlent un quelconque conflit interne et soient garants d'une fidélité plus stable de l'abbaye italienne à la papauté et à sa politique réformatrice.
De 1210 à 1261, l'abbaye est protagoniste de diverses querelles avec la ville de Modène pour le contrôle du territoire. En effet, l'abbé devra renoncer au pouvoir temporel au profit de la commune de Modène, qui étendait son influence vers les Apennins. Vouée à une décadence inexorable, la communauté monastique s'éteint en 1473, avec la mort du dernier abbé régulier Leonello de' Nobili, et tous les biens de l'abbaye et ses revenus sont répartis entre évêques et cardinaux (avec le titre d'abbés commendataires) qui siègent ailleurs. La manutention des édifices et l'office, quant à eux, sont confiés à un vicaire, qui en réalité se désintéressera du complexe alors reculé et désuet, le condamnant à la ruine.
Un visiteur de 1575 rappelle comment le toit était sur le point de s'effondrer. Par chance, peu de temps après, le dernier abbé commendataire, le cardinal Alessandro Riario, fait restructurer l'église en la modifiant, lui donnant la forme qu'elle a encore aujourd'hui. À la mort de Riario en 1585, le pape Sixte V passa tous les biens et revenus de l'abbaye au collège Maronite de Rome. Alors, l'église est ornée d'autels et de toiles encore en place aujourd'hui.
Cependant, en 1771, le duc de Modène François III d'Este exproprie tout pour le confier à l'Opera Pia Generale des Pauvres de Modène, à condition de restructurer l'église, le clocher, le presbytère et la sacristie, avec de nouveaux meubles et un curé pour officier, ce qui sera fait.
Par la suite, l'église suit le destin de l'Opera Pia : supprimée à la naissance du Règne d'Italie, elle fusionne avec la Congrégation de Charité de Modène, qui, en 1926, décide de vendre la structure et les bâtiments annexes à la paroisse, dédiée à Notre Dame de l'Assomption, dans le vicaire du Dragone du diocèse de Modène-Nonantola.

## Description
L'église moderne a un aspect basilical à trois nefs séparées par des pilastres rectangulaires et de larges arcades, avec une abside médiane semicirculaire. La nef centrale est charpentée, tandis que les nefs latérales sont voûtées en arcs de plein cintre. Le clocher, isolé, est ouvert en partie haute par des baies géminées à colonnettes et chapiteaux anciens. La façade du presbytère de l'autre côté de l'église englobe, elle aussi, des fragments anciens.
À l'intérieur de l'église, on trouve plusieurs vitrines avec des fragments d'architecture de l'ancienne abbaye : reliefs, bénitiers sculptés à partir de chapiteaux provenant peut-être d'un cloître. On notera aussi un ciboire en forme de colombe et une patène en cuivre doré et émaux, peut-être des œuvres limousines du XIe siècle.
Derrière l'autel se trouve une Assomption de l'école émilienne de la fin du XVIe siècle.